# Antrozoologia
Antrozoologia é o estudo da interação entre pessoas e animais (não humanos), também descrita como ciência que incide sobre todos os aspetos do vínculo homem-animal, e uma ponte entre as ciências naturais e sociais.

## Áreas de estudo
- A interação e aprimoramento nas interações com animais em cativeiro.
- Ligações afetivas (emocionais) ou relacionais entre humanos e animais[3]
- Percepções e crenças humanas em relação a outros animais
- Como alguns animais se encaixam nas sociedades humanas
- Como estes variam entre culturas e mudam ao longo do tempo
- O estudo da domesticação animal: como e por que animais domésticos evoluíram a partir de espécies silvestres (paleoantro zoologia)
- Vínculos animais em zoológico em cativeiro com guardiões
- A construção social dos animais e o que significa ser animal
- O foco zoológico
- O vínculo homem-animal
- Paralelos entre interações homem-animal e interações homem-tecnologia
- O simbolismo dos animais na literatura e na arte
- A história da domesticação animal
- As interseções entre especismo, racismo e sexismo
- O lugar dos animais em espaços ocupados pelo homem
- O significado religioso dos animais ao longo da história humana
- Explorando o tratamento ético transcultural de animais
- A avaliação crítica do abuso e exploração de animais
- Mente, personalidade e personalidade em animais não humanos
- Os potenciais benefícios para a saúde humana da propriedade de animais de companhia